# Whataya Want from Me
Whataya Want From Me è il secondo singolo del cantante statunitense Adam Lambert, secondo classificato all'ottava edizione di American Idol, estratto dal suo album di debutto For Your Entertainment.
La canzone è stata scritta da Pink (cantante), Max Martin e Shellback ed è stata registrata da P!nk per il suo quinto album in studio, Funhouse, ma esclusa dalla tracklist finale.
Nel novembre 2009, in concomitanza con la pubblicazione del suo primo album, il singolo è stato messo a disposizione per il download legale. In seguito Lambert ha intrapreso un tour promozionale dove ha eseguito il singolo in molti programmi televisivi statunitensi.
Whataya Want From Me è il primo singolo di Lambert ad essere trasmesso dalle radio italiane. Il singolo viene trasmesso dal 19 gennaio 2010 da RTL 102.5.
Il brano è stato inoltre nominato nella 53ª edizione dei Grammy Awards nella categoria Best Male Pop Vocal Performance insieme ad artisti quali: Michael Jackson, Bruno Mars (vincitore del premio), Michael Bublé e John Mayer

## Video
Il videoclip del singolo è stato diretto da Diane Martel e girato il 20 dicembre 2009. Presentato in anteprima su VH1 il 15 gennaio 2010, il video mostra Lambert nel suo appartamento, mentre si rivolge alla persona dietro la videocamera. Successivamente, appaiono varie immagini del cantante e la sua band, che si alternano con altre che mostrano lui nella sua macchina, circondato da fotografi. Il video mostra chiaramente Adam Lambert in uno stato confusionale, in cui cerca di trovare una risposta alla fatidica domanda: cosa vuoi da me?

## Classifiche
| Classifiche (2010) | Posizione massima |
| ------------------ | ----------------- |
| Australia          | 4                 |
| Austria            | 4                 |
| Belgio (Fiandre)   | 69                |
| Belgio (Vallonia)  | 52                |
| Canada             | 3                 |
| Repubblica Ceca    | 3                 |
| Danimarca          | 12                |
| Europa             | 21                |
| Finlandia          | 2                 |
| Francia            | 7                 |
| Germania           | 5                 |
| Paesi Bassi        | 23                |
| Ungheria           | 3                 |
| Norvegia           | 18                |
| Nuova Zelanda      | 4                 |
| Polonia            | 1                 |
| Slovacchia         | 25                |
| Svezia             | 8                 |
| Swiss              | 6                 |
| Regno Unito        | 53                |
| USA                | 10                |

### Classifiche di fine anno
| Classifica (2010/2011) | Posizione massima |
| ---------------------- | ----------------- |
| Australia              | 40                |
| Canada                 | 11                |
| Francia                | 83                |
| Germania               | 3                 |
| Ungheria               | 23                |